# Hampsonella
Hampsonella is een geslacht van vlinders van de familie slakrupsvlinders (Limacodidae).

## Soorten
- H. acatharta (Hampson, 1897)
- H. dentata (Hampson, 1892)